# CAN SLIM
CAN SLIM refere-se à sigla desenvolvida pela empresa americana de pesquisa e educação de ações Investor's Business Daily (IBD). O IBD afirma que o CANSLIM representa as sete características que os investidores com melhor desempenho compartilham frequentemente antes de obter seus maiores ganhos de preço. Foi desenvolvido na década de 1950 pelo fundador do Investor's Business Daily, William O'Neil. O método foi nomeado a estratégia de investimento com melhor desempenho de 1998 a 2009 pela Associação Americana de Investidores Individuais. Em 2015, foi lançado um Exchange-traded fund (ETF), focado nas empresas listadas no IBD 50, uma lista gerada por computador publicada pelo Investors Business Daily que destaca ações com base nos critérios de investimento do CAN SLIM.

## Mecanismo e processo de investimento
CAN SLIM é uma estratégia de investimento em ações em crescimento formulada a partir de um estudo feito por conquistadores do mercado de ações que data de 1953 no livro How to Make Money in Stocks: A Winning System In Good Times or Bad. Essa estratégia envolve a implementação de análises técnicas e análises fundamentais.
O objetivo da estratégia é descobrir as principais ações antes que eles façam grandes avanços nos preços. Esses períodos pré-adiantados são "pontos de compra" para as ações, à medida que emergem das áreas de consolidação de preços (ou "bases"), na maioria das vezes na forma de um padrão de gráfico "copo e alça", de pelo menos 7 semanas semanalmente gráficos de preços.
A estratégia incentiva fortemente a redução de todas as perdas em não mais de 7% ou 8% abaixo do ponto de compra, sem exceções, para minimizar perdas e preservar ganhos. É declarado no livro que a compra de ações de empresas sólidas geralmente diminui as chances de ter que reduzir perdas, uma vez que uma empresa forte (bom crescimento trimestral atual de ganhos por ação, taxa de crescimento anual e outros fundamentos sólidos) normalmente dispara—em um mercado otimista—ao invés de descer. Alguns investidores criticaram a estratégia quando não usaram o critério de stop loss; O'Neil respondeu que você deve usar toda a estratégia e não apenas as partes de que gosta.
O'Neil afirmou que a estratégia CANSLIM não é um investimento momentâneo, mas que o sistema identifica empresas com fortes fundamentos—grandes aumentos de vendas e ganhos resultantes de novos produtos ou serviços exclusivos—e incentiva a compra de suas ações quando elas emergem do preço períodos de consolidação (ou "bases") e antes que avancem dramaticamente no preço.

## Acrônimo
As sete partes da sigla são as seguintes:
- C significa Current quarterly earnings (em português: Ganhos trimestrais atuais[b]). Por ação, o lucro atual deve subir pelo menos 25% no trimestre financeiro mais recente, comparado ao mesmo trimestre do ano anterior. Além disso, se os ganhos estiverem se acelerando nos últimos trimestres, esse é um sinal prognóstico positivo.
- A significa Annual earnings growth (em português: Crescimento anual de ganhos[c]), que deve crescer 25% ou mais nos últimos três anos. O retorno anual do patrimônio líquido deve ser de 17% ou mais
- N significa New product or service (em português: Novo produto ou serviço), que se refere à ideia de que uma empresa deve ter desenvolvimento e inovação contínuos. É isso que permite que a ação surja de um padrão gráfico adequado e atinja um novo preço. Um exemplo notável disso é o iPhone da Apple.
- S significa Supply and demand (em português: Oferta e demanda[d]). Um indicador da demanda de uma ação pode ser visto no volume de negociação da ação, particularmente durante aumentos de preços.
- L significa Leader or laggard? (em português: Líder ou retardatário?) O'Neil sugere comprar "as principais ações de uma indústria líder". Essa medida qualitativa pode ser mais objetivamente medida pelo Relative Price Strength Rating (em português: Classificação Relativa da Força do Preço) da ação, projetada para medir o desempenho do preço de uma ação nos últimos 12 meses em comparação com o restante do mercado com base no S&P 500 (ou no S&P/TSX Composite Index para listagens de ações canadenses) por um período definido.
- I significa Institutional sponsorship (em português: Apoio institucional), que se refere à propriedade das ações por fundos de investimento, bancos e outras grandes instituições, particularmente nos últimos trimestres. Uma medida quantitativa aqui é o Rating de Acumulação/Distribuição, que é um medidor da atividade institucional em um estoque específico.
- M significa Market Direction (em português: Direção do Mercado), que é categorizada em três: mercado em tendência de alta confirmada, tendência de alta de mercado sob pressão e mercado em correção. O S&P 500 e o NASDAQ são estudados para determinar a direção do mercado. Durante o período de investimento, O'Neil prefere investir durante períodos de tendência de alta definitiva desses índices, pois três em cada quatro ações tendem a seguir a direção geral do mercado.

## Livros que referenciam CAN SLIM
- Market Wizards, por Jack D. Schwager (Brochura - 1993)
- The Hedge Fund Edge: Estratégias globais de negociação de tendências com lucro máximo / risco mínimo (Wiley Trading), por Mark Boucher (Hardcover - 30 de outubro de 1998)
- International Encyclopedia of Technical Analysis, por Jae K. Shim, Anique Qureshi, Jeffrey Brauchler e Joel G. Siegel (Capa dura - fev 2000)
- Technical Analysis from A to Z, 2nd Edition, por Steven B. Achelis (Capa dura - 2 de outubro de 2000)
- The McGraw-Hill Investor's Desk Reference, por Ellie Williams (Capa dura - 19 de outubro de 2000)
- Online Investing Bible (Bible (Wiley)), por Jill S. Gilbert, Thomas S. Gray, Claire Mencke e Jill Gilbert Welytok (Livro de bolso - janeiro de 2001)
- Short Term Trading, Long-Term Profits: The Complete Guide to Short-Term Trading, por Jon Leizman (Hardcover - 15 de fevereiro de 2002)
- Applying Elliott Wave Theory Profitably, por Steven W. Poser (Capa dura - 18 de julho de 2003)
- Understanding Stocks, Michael Sincere (Brochura - 19 de agosto de 2003)
- All About Retirement Funds: The Easy Way to Get Started por Ellie Williams Clinton (Brochura - 17/09/2003)
- Dave Landry's 10 Best Swing Trading Patterns and Strategies de Dave Landry por Dave Landry (Brochura - 1 nov 2003)
- The Vital Few vs. the Trivial Many : Invest with the Insiders, Not the Masses, por George Muzea (Brochura - 29/10/2004)
- How to Make Money Selling Stocks Short por William J O'Neil e Gil Morales (Brochura 24 de dezembro de 2004)
- Trading Crowd, The (Cambridge Studies in Social and Cultural Anthropology), por Ellen Hertz (Brochura - 31 de agosto de 2005)
- How Legendary Traders Made Millions por John Boik (Brochura - 23/03/2006)
- Master Traders: Strategies for Superior Returns from Today's Top Traders (Wiley Trading), por Fari Hamzei e Steve Shobin (Capa dura - 6 de outubro de 2006)
- Technical Analysis: The Complete Resource for Financial Market Technicians, por Charles D. Kirkpatrick e Julie R. Dahlquist (Capa dura - 18 de agosto de 2006)
- Trade Your Way to Financial Freedom (2ª ed), por Van K. Tharp (Capa dura - 2007)
- The How to Make Money in Stocks Complete Investing System: Your Ultimate Guide to Winning in Good Times and Bad por William J O'Neil (Brochura 10 de agosto de 2010)
- Trade Like an O'Neil Disciple: How We Made 18,000% in the Stock Market por Gil Morales e Chris Kacher (23 de agosto de 2010)